# 톨 걸
《톨 걸》(영어: Tall Girl)은 2019년 미국 로맨틱 코미디 영화이다. 185cm의 큰 키가 고민인 여고생을 주인공으로 한 하이틴 로맨스 이야기이다. 넷플릭스에서 시청할 수 있다.

## 줄거리
주인공 조디는 키가 185cm에 달하는 장신 소녀이다. 어릴 때부터 큰 키 때문에 놀림을 받아왔고, 늘 구부정하게 다니고 자신감이 부족한 학생이 되었다. 친구 퍼리다는 조디에게 자신감을 가지라고 조언해주고, 또 다른 친구이자 초등학교 동창인 덩클맨은 예전부터 그녀에게 구애해 왔으며, 키 큰 남자를 만날 생각하지 말라고 하지만 조디는 받아들이지 않는다. 그렇지만 조디가 스웨덴에서 온 키 크고 잘생긴 교환학생 스티그를 보고 첫눈에 반하면서 그녀의 삶은 변화한다.
스티그는 덩클맨의 집에 하숙하게 된다. 스티그의 관심을 끌기 위해 자신을 바꿔보기로 한 조디는 미인대회(미스 아메리카) 지망생인 언니에게 조언을 구해 보지만, 영 마음에 들지 않는다. 그러다가 우연히 학교에서 스티그와 단 둘이 피아노를 치게 되고, 스티그와 조디는 교감하며 가까워진다. 하지만 어릴 때부터 조디를 놀린 주범 키미가 나타나 자신이 이미 스티그의 여자친구라고 한다. 낙담하는 조디였지만, 스티그가 먼저 연락해 영화를 보자고 하고, 조디는 한껏 꾸미고 스티그를 만난다. 그에 질투한 덩클맨이 방해하기는 하지만 조디와 스티그는 그날 밤 무심결에 키스를 해 버린다. 이후 하숙집에 돌아온 스티그가 덩클맨에게 키미와 사귀지만 조디에게 더 끌린다는 말을 하자, 둘의 관계를 질투한 덩클맨은 인기남의 삶을 살려면 조디보다는 키미와 지내야 한다고 조언하고 스티그는 조디를 일단 피한다.
스티그는 조디에게 전화해 데이트하자고 하고, 조디는 언니가 출전하는 미인대회에 같이 가자고 한다. 스티그는 덩클맨의 집에서 하는 파티 준비를 끝내고 가겠다고 하지만, 그러나 나타나지 않는다. 화가 난 조디가 파티장에 찾아가 스티그에게 따지지만 변명만 늘어놓자 조디는 스티그를 떠난다. 다음날 덩클맨과 데이트했던 리즈가 메시지를 보내 스티그는 키미 무리와 가까워지기 위해 조디를 일부러 바람맞힌 것이었고, 덩클맨이 그에 분노해서 파티장에서 싸움을 벌였음을 알게 된다.
홈커밍 파티날, 키미와 스티그 커플이 홈커밍의 주인공으로 뽑힌다. 그 현장에 조디가 멋진 정장과 하이힐을 신고 나타나고, 단상에 올라 이제 키가 큰 자신을 받아들이겠다는 선언을 한다. 스티그가 뒤늦게 쫓아와 자기 잘못을 사과하고 다시 관계를 시작해보자고 제안하지만 조디는 거절한다. 집으로 돌아와 기다리고 있던 덩클맨과 키스하며 영화는 끝난다.

## 출연진
- 에이바 미셸 - 조디 크레이먼
- 그리핀 글럭 - 잭 덩클맨
- 사브리나 카펜터 - 하퍼 크레이먼
- 패리스 버렐스 - 리즈
- 루크 아이스너 - 스티그 몰린
- 클래라 윌지 - 키미 스티처
- 스티브 잔 - 리치 크레이먼
- 앤절라 킨지 - 헐레인 크레이먼
- 앤젤리카 워싱턴 - 퍼리다
- 리코 패리스 - 슈니퍼
- 브라이아 콘던 - 크리스털 스피츠
- 셰인 길보 - 밥 브리크먼
- 크리스티나 모지스 - 니나 덩클먼

### 한국어 성우진
- 문남숙 - 조디
- 심규혁 - 덩클맨
- 정재헌 - 스티그
- 김보나 - 파리나
- 정선혜 - 키미, 헬레인
- 이호산 - 리치, 슈니퍼
- 정숙경 - 하퍼, 리즈

번역은 정수연이 맡았다.